# Conepatus
Conepatus là một chi động vật có vú trong họ Chồn hôi, bộ Ăn thịt. Chi này được Gray miêu tả năm 1837. Loài điển hình của chi này là Conepatus humboldtii Gray, 1837, by monotypy(Melville and Smith, 1987).

## Hình ảnh

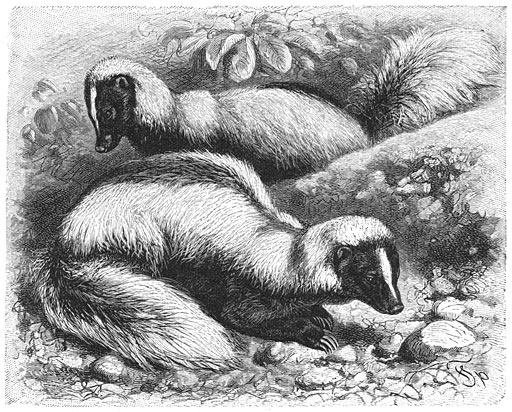
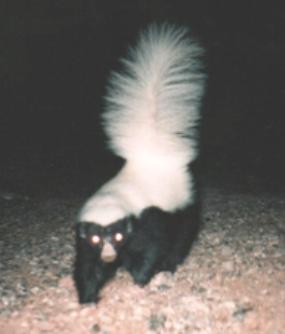

## Các loài
Chi này gồm các loài:
- Conepatus chinga
- Conepatus humboldtii
- Conepatus leuconotus
- Conepatus semistriatus